# فرانك باتريك (لاعب كرة قدم أمريكية)
فرانك باتريك (بالإنجليزية: Frank Patrick)‏ هو لاعب كرة قدم أمريكية أمريكي، ولد في 3 أكتوبر 1915 في إيست شيكاغو في الولايات المتحدة، وتوفي في 26 سبتمبر 1992.

## وصلات خارجية
- فرانك باتريك على موقع مرجع كرة القدم المحترفة.كوم (الإنجليزية)
- فرانك باتريك على موقع JustSportsStats.com (الإنجليزية)